# Contea di Sihong
La contea di Sihong (泗洪县S, Sìhóng XiànP) è una contea della Cina, situata nella provincia di Jiangsu e amministrata dalla prefettura di Suqian.